# Marquesado del Rincón de San Ildefonso
El marquesado del Rincón de San Ildefonso es un título nobiliario español creado por el rey Alfonso XIII en favor de José del Prado y Palacio —senador del reino, diputado a Cortes y alcalde de los municipios de Madrid y Jaén— el 28 de julio de 1920 por real decreto y el 29 de agosto del mismo año por real despacho.

## Marqueses del Rincón de San Ildefonso
|                           | Titular                      | Periodo                   |
| Creación por Alfonso XIII | Creación por Alfonso XIII    | Creación por Alfonso XIII |
| ------------------------- | ---------------------------- | ------------------------- |
| I                         | José del Prado y Palacio     | 1920-1926                 |
| II                        | José del Prado y O'Neill     | 1926-1936                 |
| III                       | Mariano del Prado y O'Neill  | 1953-1963                 |
| IV                        | José del Prado y Ruspoli     | 1979-2008                 |
| V                         | Carlos del Prado y de Cendra | 2008-hoy                  |

## Historia de los marqueses del Rincón de San Ildefonso
La lista de los marqueses del Rincón de San Ildefonso, junto con sus fechas de sucesión en el título, es la que sigue:
- José del Prado y Palacio (1865-1926), I marqués de Rincón de San Ildefonso, caballero de la Orden de Santiago y de la Real Maestranza de Granada, mayordomo de semana del rey y Gran Cruz de Isabel la Católica. Se desempeñó, asimismo, como senador del reino, diputado a Cortes y alcalde de Madrid y Jaén.

Se casó con Teresa Fernández de Villalta y Coca, dama noble de la Orden de María Luisa. Sin descendientes. El 1 de diciembre de 1926 le sucedió su sobrino, hijo de Miguel del Prado y Lisboa, VIII marqués de Acapulco, y María Luisa O'Neill y Salamanca:
- José del Prado y O'Neill (1903-1936), II marqués del Rincón de San Ildefonso.

Sin descendientes. El 23 de marzo de 1953 le sucedió su hermano:
- Mariano del Prado y O'Neill (1901-1963), III marqués del Rincón de San Ildefonso, IX marqués de Acapulco, III marqués de los Ogíjares, X marqués de Caicedo, II conde de Buelna y caballero de la Orden de Calatrava.

Se casó con María Ruspoli y Caro. El 5 de mayo de 1979 le sucedió su hijo:
- José del Prado y Ruspoli (1940-¿?), IV marqués del Rincón de San Ildefonso.

Se casó con Carlota de Cendra y del Rivero. El 1 de septiembre de 2008 —tras solicitud del 24 de abril de ese mismo año y orden del 15 de julio para que se expida carta de sucesión— le sucedió su hijo:
- Carlos del Prado y de Cendra, V marqués del Rincón de San Ildefonso.